# Ibrahim Paixà d'Egipte
Ibrahim Paixà (àrab: إبراهيم محمد علي باشا, Ibrāhīm Muḥammad Alī Bāxā) (vers Drama, Rumèlia, Imperi Otomà, 1789 - el Caire, 1848) fou un general, governador i virrei en funcions d'Egipte, fill de Muhàmmad Alí Paixà d'Egipte.

## Biografia

### Joventut
Els rumors deien que en realitat era el seu fill adoptiu, ja que quan Muhàmmad Alí es va casar amb la seva mare Amina, que s'havia divorciat del seu primer marit Tourmatzis poc abans del nou matrimoni (1787), aquesta tenia ja un fill nascut el 1786, suposició reforçada per la preferència que Muhàmmad Alí va demostrar sempre pel seu altre fill Tusun (que va morir el 28 de setembre del 1816) i el fet que aquest va mantenir una constant rivalitat amb Ibrahim. No obstant això, a les fonts oficials Ibrahim figura com nascut el 1789, la qual cosa garantiria que era fill de Muhàmmad Alí.
Muhàmmad Alí va fer venir als seus fills Ibrahim i Tusun a Egipte el 1805; el 1806 Ibrahim fou enviat com a ostatge a la Porta en garantia del tribut promès per Muhàmmad Alí, però el govern otomà el va retornar el 1807 després que la flota anglesa hagués abandonat Alexandria, i tot seguit va rebre el títol de defterdar. El 1809 Muhàmmad Alí va fer anar a Egipte a la seva dona i els fills més petits (Ismaïl Paixà i dues germanes).

### Primeres batalles
Després de la matança de mamelucs a la fortalesa del Caire (1 de març de 1811) Muhàmmad Alí va enviar a Ibrahim a l'Alt Egipte, per expulsar els mamelucs que restaven cap a Núbia entre els quals el principal era Ibrahim Bey. Va sotmetre també als beduïns i va restablir el domini egipci a la regió. Les terres iltizams i wakfs foren confiscades; el cadastre de terres fou acabat el 1812. Ibrahim va governar l'Alt Egipte entre 1811 i 1816 i en aquest temps va rebre de la Porta el títol de paixà.
El 1816 el seu pare el va enviar a Aràbia per lluitar contra els wahhabites que ja havia combatut el seu germà Tusun entre 1811 i 1813 i el mateix Muhàmmad Alí del 1813 al 1815. Ibrahim va marxar a Aràbia i va obtenir diversos èxits i el 1818 va ocupar Dariyya que fou finalment destruïda. Abd-Al·lah ibn Saüd i els seus parents foren enviats presoners a Egipte. Va retornar al Caire el desembre de 1819 i el 1820 el sultà otomà el va nomenar governador de Jiddah. Entre 1820 i 1821 el seu germà petit Ismaïl Paixà va conquerir Núbia i Sennar i un cos militar egipci va arribar fins al Kordofan en una expedició destinada principalment a capturar esclaus i a obrir antigues mines d'or per finançar l'exèrcit. El 1821 Ibrahim Paixà fou enviat al Sennar per reunir als esclaus que havien de ser enviats a Egipte, però es va posar malalt de disenteria i va retornar al Caire el començament del 1822

### Guerra a Grècia
En els anys següents va participar en la formació del nou exèrcit egipci, encarregada al militar francès Seves, conegut com a Sulayman Paixà. El 16 de gener de 1824 el sultà otomà va encomanar a Muhàmmad Alí la reconquesta de Morea que estava en mans de rebels grecs. Muhammad va enviar el seu fill Ibrahim amb forces militars organitzades segons el model francès dissenyat per Seves. El 19 de juliol de 1824, la flota més gran vista al Mediterrani des que Napoleó va envair Egipte el 1798 va sortir d'Alexandria, formada per 54 vaixells de guerra i 400 transports que transportaven 14.000 infants entrenats per França, 2.000 cavallers i uns 150 canons i 500 artillers.
Ibrahim Pasha va desembarcar a Methoni el 24 de febrer de 1825, i un mes després es va unir al seu exèrcit de 10.000 infants i 1.000 de cavalleria. Els grecs no esperaven un desembarcament a l'hivern i foren agafats per sorpresa. El seu equipament era bo i es va apoderar fàcilment de Navarino i Tripolitza, quedant quasi tota la península sota el seu control. El febrer del 1826 va assetjar Mesolongi fins a l'abril en què la va ocupar. La Porta va refusar la intervenció de les grans potències amb el suport de Muhàmmad Alí, i llavors les flotes de Rússia, Gran Bretanya i França es van presentar al Peloponès i van destruir la flota otomana-egípcia a la batalla de Navarino el 20 d'octubre de 1827. L'almirall britànic Codrington es va presentar amb una flota a Alexandria i va forçar a Muhàmmad Alí a cridar al seu fill i les seves tropes. Ibrahim va desembarcar a Alexandria el 10 d'octubre de 1810.

### Domini i pèrdua de Síria

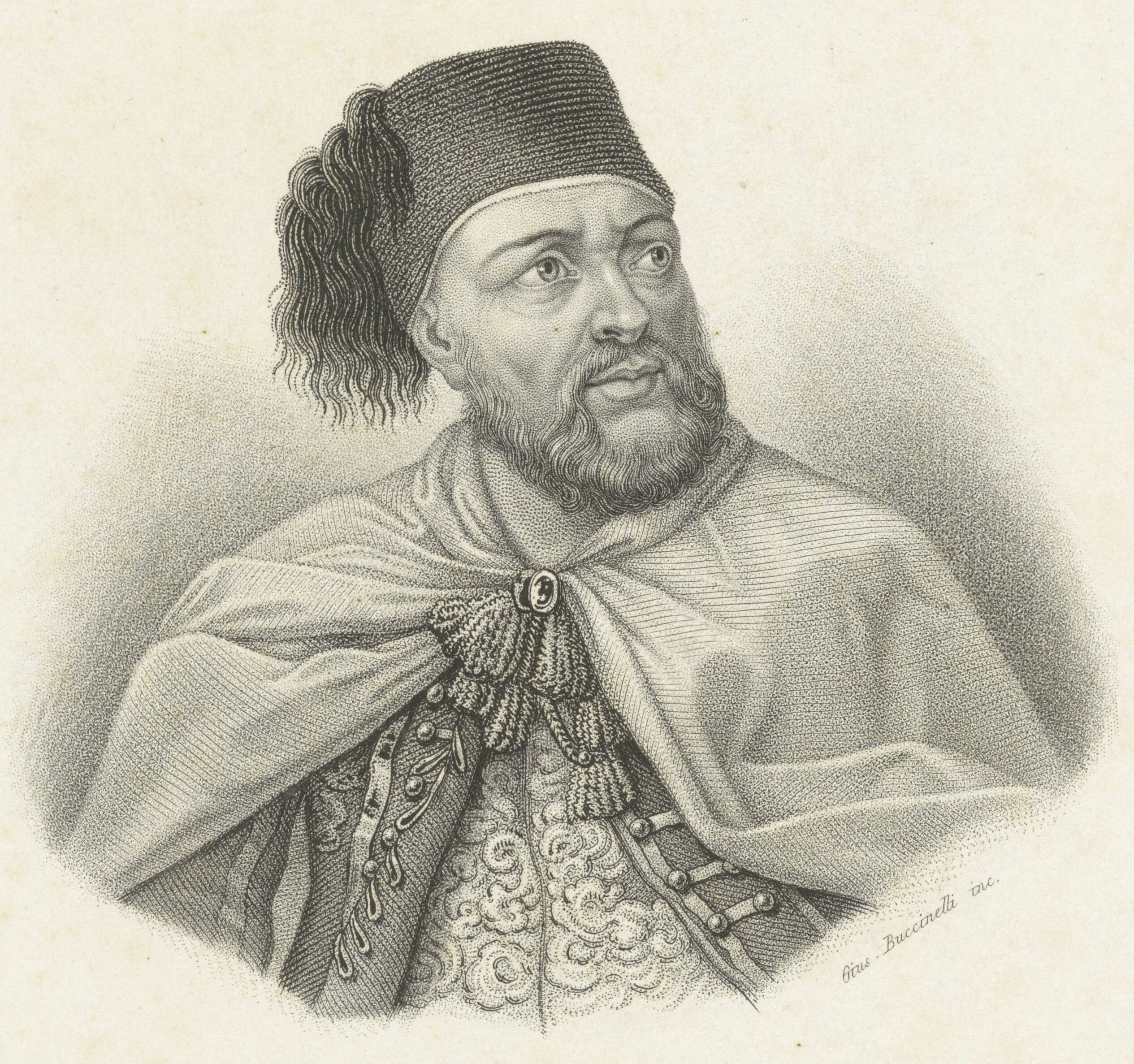
Retratat per Ibrahim Bascia

El 1831 Muhàmmad Alí li va encarregar la campanya de Síria. L'1 de novembre es va presentar amb les seves forces a Palestina i va derrotar les forces locals dels paixes de Trípoli del Líban i d'Alep, a la zona de la plana de Zara al sud d'Homs; després d'un setge de sis mesos va obligar a rendir-se a la ciutat d'Acre (27 de maig de 1832). Amb dues victòries successives a la rodalia d'Homs, sobre destacaments de l'exèrcit otomà dirigits per Muhammad Paixà, governador d'Alep, els dies 8 i 9 de juliol, va avançar per tot Síria; va derrotar el gros de l'exèrcit otomà dirigit per Husayn Paixà al pas de Baylan a Alexandreta (29 de juliol) i va avançar per Cilícia; va derrotar l'exèrcit de reserva otomà dirigit per Rashid Paixà a Konya (21 de desembre de 1832) i va dominar tot el sud d'Anatòlia oriental. La superioritat del seu exèrcit ben entrenat i equipat, seguint el model europeu, sobre l'exèrcit otomà, era notable. Ibrahim també es va mostrar un hàbil polític atraient a tots els sirians sota la bandera de l'alliberament del jou turc, i obtenint el suport de l'emir libanès Bashir II Shihab. Les forces d'Ibrahim van arribar fins a Kutahiya, on, sota pressió de les potències, es va signar un tractat pel qual l'Imperi Otomà cedia a Muhàmmad Alí els territoris de Palestina, Síria, Líban i Adana (Cilícia). Ibrahim fou nomenat muhassil d'Adana pel sultà, i el seu pare el va nomenar administrador general dels nous territoris.
Llavors es va intentar imposar una administració centralitzada a imitació de la que regia a Egipte, cosa que va provocar el descontentament de les poblacions variades de Palestina, Líban i Síria. Van esclatar algunes revoltes poc importants, que es van incrementar quan es va decidir el reclutament forçós i la confiscació de l'armament privat. La millora de l'estatus dels cristians va molestar a drusos i musulmans; els maronites foren utilitzats per reprimir una revolta dels drusos al Hauran (1838) cosa que va provocar efectes desastrosos en la convivència de les dues comunitats durant les següents dues dècades.
La guerra contra Turquia es va reprendre el 1839. El 24 de juny de 1839 Ibrahim va derrotar decisivament a l'exèrcit otomà dirigit per Hàfidh Paixà, a Nizib a l'oest de Biredjik. La flota otomana, manada per Fewzi Paixà, es va passar als egipcis. Llavors van intervenir les potències europees i es van iniciar negociacions que van portar al Tractat de Londres de 15 de juliol de 1840, que exigia l'evacuació egípcia de Síria i Cilícia fins a Acre. Muhàmmad Alí esperava el suport de França i va rebutjar la petició; les flotes aliades van iniciar el bloqueig de la costa siriana i egípcia, i França no va fer cap pas. Tropes aliades van desembarcar al Líban; l'almirall britànic Napier va conquerir Acre i va iniciar negociacions a Alexandria. Muhàmmad Alí va haver d'acceptar evacuar Síria (22 de novembre de 1840). El 29 de desembre de 1840 Ibrahim va sortir de Damasc amb les seves forces i passant per Gaza va entrar a Egipte (una part de l'exèrcit manat per Sulayman Paixà fou enviat per mar des d'Àqaba).

### Tornada a Egipte
En els anys següents es va ocupar de tasques administratives a Egipte i va fer diversos viatges a Europa. El 2 de setembre de 1848, quan el seu pare fou afectat de senilitat, va assolir el govern d'Egipte, per un firman del sultà. Va morir el 10 de novembre de 1848, i el seu pare va tornar a ser posat al front del govern fins al 2 d'agost de 1849 quan va morir i el va succeir Abbas Hilmi I Paixà, nebot d'Ibrahim. Pel seu fill Ismaïl Paixà fou ancestre directe de la casa de kedivs i després sultans i reis d'Egipte.